# M. Roma Volley
M. Roma Volley (oder Megius Roma Volley) ist ein italienischer Männer-Volleyballverein aus Rom, der bis 2012 in der italienischen Serie A spielte.
M. Roma Volley wurde 2006 gegründet und übernahm den Platz in der höchsten italienischen Spielklasse „Serie A1“ von Premier Hotels Crema. In den beiden ersten Spielzeiten belegte man hier die Plätze zwei und vier. 2008 gewann M. Roma Volley den europäischen CEV-Pokal. Danach spielte man zwei Jahre in der „Serie A2“, bevor 2010 der Wiederaufstieg gelang. Nach zwei weiteren Jahren in der höchsten Spielklasse (Plätze elf und acht) wurde die Mannschaft 2012 wegen fehlender Sponsoren in die „Serie B1“ zurückgezogen.

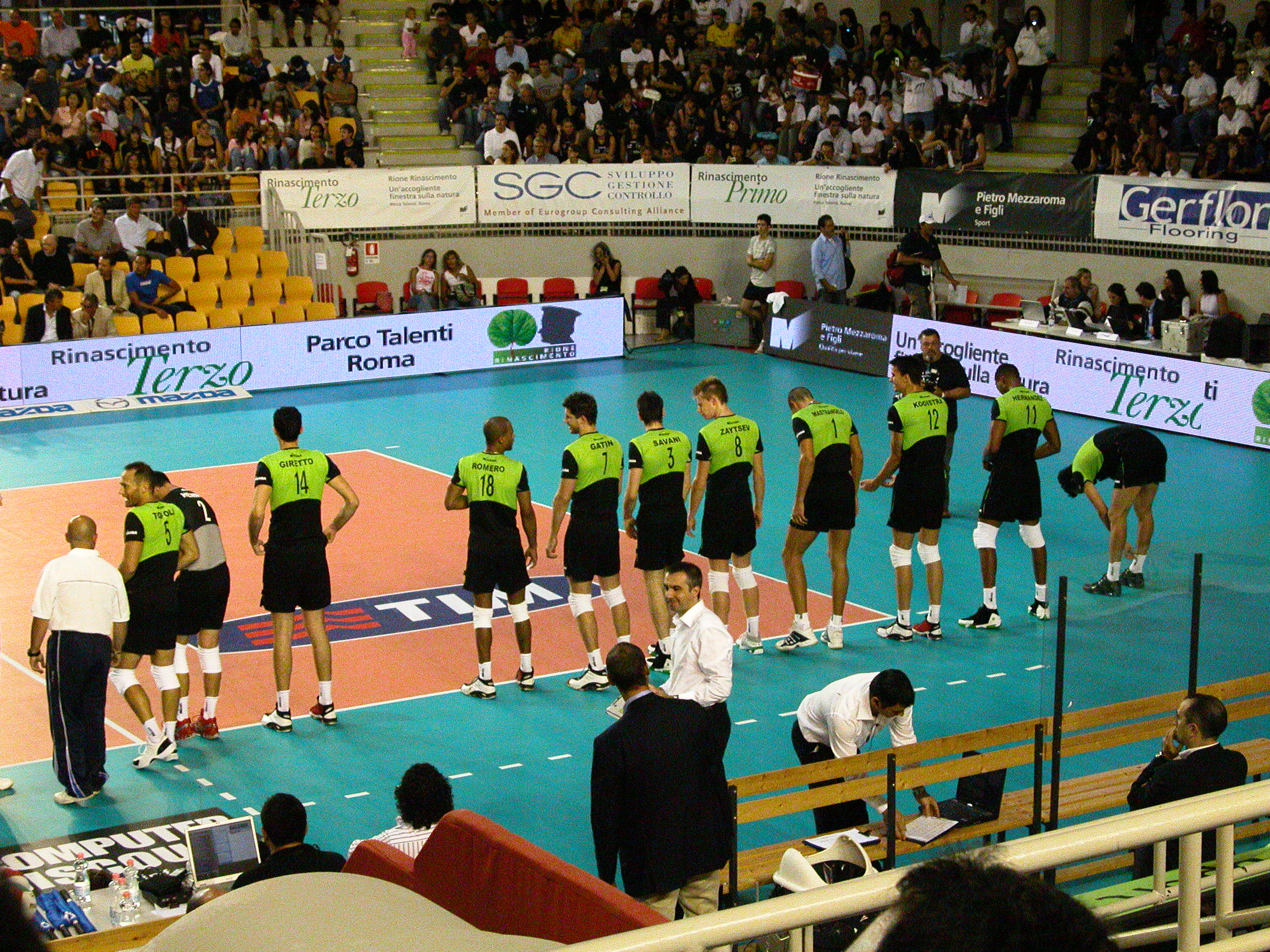
M. Roma Volley beim ersten Heimspiel 2006